# Melittia boulleti
Melittia boulleti là một loài bướm đêm thuộc họ Sesiidae. Nó được tìm thấy ở Mozambique.